# Център (квартал в Шишли)
Център (на турски: Merkez) е квартал на Истанбул в едноименния градски район на вилает Истанбул. Кварталът е централната част на градския район, на когото е дал и името си.

## История
Към средата на 19 век кварталът е слабо населен с редица крайградски лозя и овощни градини. След големия пожар в Бейоглу през 1970 г., постепенно жителите левантийци (католически жители на Истанбул, главно от италиански и френски произход) започват да се изместват и заселват в Шишли. През 1881 г. е прокарана до квартала трамвайна линия, теглена от коне. През 1898 г. султан Абдул Хамид II вдига болницата Шишли Ефтал. През 1907 г. екзарх Йосиф премества Екзархийския дом, седалище на Българската екзархия, в квартала. В Шишли е последната станция на новопостроената линия на електрическия трамвай през 1913 г.
В това време кварталът вече започва бързо да се развива, привличайки заможни жители, особено по централната улица „Халаскаргази“. На 23 юли 1911 г. с тържествена церемония е открит паметникът на свободата (на турски: Abide-i Hürriyet), посветен на загиналите младотурци по време на потушаването на контрапреврата на монархистите на 31 март 1909 г. Мустафа Кемал живее в Шишли от декември 1918 до май 1919, сградата днес е музей на Ататюрк, разположен в непосредствена близост на Екзархийския дом на Българската екзархия. От десетилетия Шишли остава предпочитан квартал за много заможни и успели граждани. Шишли джамия отваря врати през 1949 г.

## Шишли в българската история
Шишли и близките околности са свързани с българската история, тъй като тук през 1907 г. екзарх Йосиф премества Екзархийски дом, с канцеларията на Българската екзархия. Помещава се българско училище, църква, а недалеч е и българското гробище с църквата „Свети Димитър“. Някогашната българска болница „Евлоги Георгиев“ също е в квартала.

## Галерия
- Истанбулска съдебна палата
- Шишли джамия
- Паметник на свободата
- Входът на арменското гробище в Шишли